# Vladimir Voronin
Vladimir Voronin (n. Vladimir Bujeniță; n. 25 mai 1941, Corjova, RSS Moldovenească, URSS) este un politician din Republica Moldova, președinte al Partidului Comuniștilor din Republica Moldova, deputat în Parlamentul Republicii Moldova începând cu anul 2009 și fost președinte al Republicii Moldova, timp de 8 ani (4 aprilie 2001 – 11 septembrie 2009).

## Biografie
Vladimir Voronin (având la naștere numele de Bujeniță) s-a născut la 25 mai 1941 în satul Corjova din stânga Nistrului, aflat pe atunci în RSS Moldovenească. Mama sa, Palagheia Sârbu, era fiica lui Isidor Sârbu, refugiat în România din calea forțelor sovietice. Tatăl său, Nicolae Bujeniță, tot etnic român, a murit la începutul celui de-al doilea război mondial. Vladimir Voronin a fost crescut și educat de tatăl vitreg, tot cu numele Nicolae, care era un susținător al comunismului și care era întărit în funcția de colectivizare de către forțele comuniste raionale.
În anul 1961 a absolvit școala profesională cooperatistă din Chișinău și a lucrat în industria panificației până în 1971. A fost membru al PCUS. Până în anul 1966 a fost șef al brutăriei din satul Criuleni. Între anii 1966-1971 a lucrat în funcția de director al Fabricii de Pâine din Dubăsari numit de Dumitru Ciutac.  
În anul 1971 a absolvit Institutul Unional pentru Industria Alimentară. Ulterior va mai absolvi Academia de Științe Sociale de pe lângă Comitetul Central al Partidului Comunist al Uniunii Sovietice (1983) și apoi Academia Ministerului Afacerilor Interne al URSS (1991).
În următorii zece ani a activat în organele administrative de stat: comitetele executive raionale Dubăsari și Ungheni, Comitetul Executiv Orășenesc Ungheni. Din anul 1983 și până în anul 1985 ocupă funcțiile de inspector, șef adjunct al Secției organizare a CC al Partidului Comunist din Moldova. În anul 1985 este numit în funcție de șef de secție în Consiliul de Miniștri al RSSM. Ascensiunea sa a fost susținută de secretarul II al CC al PCM, Victor Smirnov.
Între anii 1985 și 1989 a lucrat în calitate de prim-secretar al Comitetului Orășenesc Tighina al Partidului Comunist din Moldova. În perioada 1989-1990 a ocupat funcția de ministru al afacerilor interne al Republicii Sovietice Socialiste Moldovenești, având gradul de general-maior de miliție.
Vladimir Voronin este unul dintre partizanii ideii comuniste. Membru PCUS. În anul 1993 devine copreședinte al Comitetului organizatoric al Partidului Comuniștilor din Republica Moldova. În anul 1994 este ales prim-secretar al Comitetului Central al Partidului Comuniștilor din Republica Moldova. La alegerile pentru funcția de Președinte al Republicii Moldova din anul 1996 a candidat la funcția de Președinte al Republicii Moldova.
A fost ales deputat în Sovietul Suprem al RSSM în legislaturile a X-a și a XI-a. În martie 1998 a fost ales deputat în Parlamentul Republicii Moldova de legislatura a XIV-a, membru al Biroului permanent al Parlamentului, președinte al Fracțiunii parlamentare a Partidului Comuniștilor din Republica Moldova. În perioada 22 iunie 1998 - 23 aprilie 2001, a fost membru în delegația Republicii Moldova la Adunarea Parlamentară a Consiliului Europei. În februarie 2001 a fost ales deputat în Parlamentul Republicii Moldova de legislatura a XV-a.
La data de 4 aprilie 2001 a fost ales Președinte al Republicii Moldova.
Vladimir Voronin a fost reales, la 4 aprilie 2005, în funcția de președinte al Republicii Moldova cu 75 voturi ale deputaților PCRM, PPCD, PDM și PSL. Două voturi au fost anulate, iar un singur vot a fost acordat academicianului Gheorghe Duca.

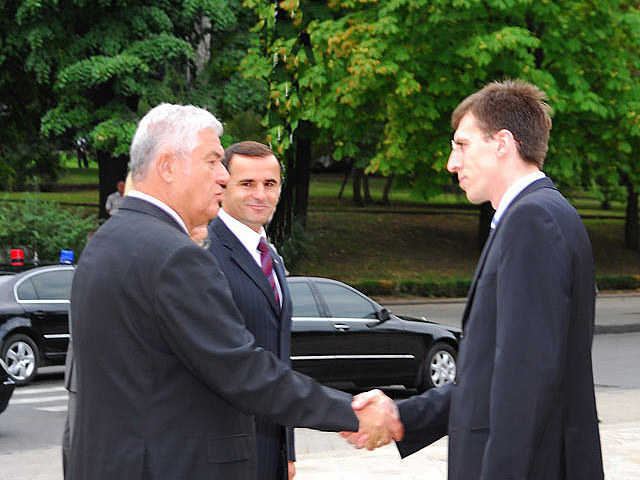
Voronin alături de Vasile Tarlev salută proaspăt alesul primar al Chișinăului, Dorin Chirtoacă în 2007.

Începând cu 2003, Vladimir Voronin a afirmat în repetate rânduri că prioritatea esențială a politicii externe a Moldovei este procesul de integrare europeană, scopul esențial care trebuie atins fiind aderarea la Uniunea Europeană. În realitate, prin măsurile pe care le-a promovat, a compromis relațiile Republicii Moldova atât cu Uniunea Europeană, cu România ca țară membră a UE, dar și cu Rusia.
La data de 9 aprilie 2009 mandatul i-a expirat. La 12 mai 2009 a fost ales președinte al Parlamentului Republicii Moldova, cu votul a celor 60 de deputați PCRM. În același timp, Vladimir Voronin cumulează și postul de președinte în exercițiu al R. Moldova până la 7 iunie. Dacă până la această dată nu se va reuși alegerea președintelui, fiind necesare 61 de voturi, se vor anunța alegeri anticipate pentru toamnă. Opoziția democratică deține 41 de mandate - PL-15, PLDM-15, AMN-11 - liderii acestora, Mihai Ghimpu, Vlad Filat și respectiv Serafim Urechean au declarat de numeroase ori că nu vor vota un președinte propus de comuniști nici chiar dacă acesta ar "ar avea accent dâmbovițean" (declarația îi aparține lui Vlad Filat și face aluzie la Marian Lupu, fostul președinte la Parlamentului între 2005 și 2009). 
Vladimir Voronin este căsătorit și are doi copii. Soția sa, Taisia Mihailovna, care este de origine ucraineană, este casnică. Fiul, Oleg, este președintele băncii FinComBank. Fiica, Valentina, este medic – terapeut, și lucrează la Spitalul Clinic Republican „Timofei Moșneaga” din Chișinău.
Voronin despre protestele de la 7 aprilie 2009:
„Voi apăra integritatea statului de manifestanți! Acești protestatari nu sunt decât niște fasciști care încearcă să comită o lovitură de stat!”
Într-o investigație din 2009, ziarul „Timpul” scrie că în cei peste opt ani de președinție, Vladimir Voronin a acordat peste 2000 de distincții de stat, toate mergând către apropiații săi din electoratul PCRM ori către funcționarii oportuniști. Câteva zeci de comuniști și simpatizanți ai regimului au fost decorați, pe durata celor două mandate, de două sau chiar trei ori. În ajunul Zilei Independenței din 2009, dar și a plecării lui Voronin de la Președinție, acesta a mai acordat un număr de 42 de distincții celor care l-au servit.

## Controverse
Pe data de 18 februarie 2012, la o manifestație organizată de PCRM, Vladimir Voronin, în fața a mii de oameni, a făcut o afirmație despre John Onoje, — care protesta împotriva Partidului Comuniștilor, aflându-se în partea opusă de drum — pentru care a fost acuzat de rasism: 
„Nu pot nici data alegerii președintelui să о numească. Iaca numai așa... să scheaune acolo pot, de partea șeia, о adus un negru din Africa, о prins unu' care a coborât dintr-un copac de acolo și l-o adus aiși... și el le face lor politică. Ați văzut cine apără interesul Alianței? Africa! Negrii!”
Acest fapt a fost adus în atenție de către Amnesty International Moldova, care a caracterizat acest fapt drept o discriminare rasială, de lezare a demnității umane.

### Critica
Anatol Șalaru despre Vladimir Voronin:
„Să-i spună cineva bătrânului bolșevic aborigen, Voronin, că în țările civilizate NATO este sinonim cu securitate, siguranță și apărare națională. Dacă nu crede, să încerce, în loc de Karlovy Vary, să meargă două săptămâni să bea ape minerale la Donbas și Lugansk. Câte o săptămână în fiecare, ca să nu se obișnuiască cu binele pe care ni-l dorește nouă”
.
„Ceea ce nu înțelege Voronin este că aderarea la NATO se face în urma unui referendum. Și unirea cu România, la fel. În NATO nu intră doar armata, intră toată țara. El joacă pe sentimentele oamenilor. În NATO când o să intrăm, o să intre și Voronin și toți. Dacă va fi un referendum și cetățenii vor vota pentru aderarea la NATO, va intra și Voronin. Asta în cazul în care nu-și va lua bagajele și nu va pleca la Moscova”
.
Într-o cuvântare cu ocazia celei de-a 20-a aniversări a partidului său, Vladimir Voronin a deplâns dispariția Uniunii Sovietice și a pledat pentru integrarea Moldovei în Uniunea Vamală dominată de Rusia.

## Premii și distincții
Este cavaler al unor distincții de prestigiu: Ordinul „Sfântul întocmai cu Apostolii Marele Cneaz Vladimir”, Ordinul „Sfântul Dreptcredincios Cneazul Dimitrii Donskoi” de gradul I (2005, Biserica Ortodoxă Rusă), Ordinul „Cneazul Iaroslav Mudrîi” de gradul I (2005, Ucraina), Ordinul „Binecuviinciosul Voievod Ștefan cel Mare și Sfânt” de gradul I (2005, Mitropolia Moldovei), Ordinul „Sfântul Mormânt” (2009, Biserica Ortodoxă a Ierusalimului), precum și al unor distincții supreme ale Bulgariei, Croației și Greciei. Titular al premiului „Pentru activitate remarcabilă de consolidare a unității popoarelor ortodoxe” (2008, Fondul Internațional al Unității Popoarelor Ortodoxe). Cetățean de onoare al orașului Milees (2005, Republica Elenă).